# Business as Usual (Robin-McAuley-Album)
Business as Usual ist der Titel des am 25. September 1999 in Japan veröffentlichte ersten Soloalbums des irischen Sängers Robin McAuley.

## Hintergrund
Robin McAuley war von 1987 bis 1992 Sänger der McAuley Schenker Group, mit der er vier Alben veröffentlichte, bevor er sich verschiedenen Studioprojekten zuwandte und sich an der Aufnahme zahlreicher Tributealben (u. a. für Aerosmith (One Way Street), Iron Maiden (Numbers From the Beast) und Queen (Dragon Attack)) beteiligte. 1999 nahm er in Woodland Hills sein erstes Soloalbum auf.
Als Songwriter und Musiker wirkten dabei Curt Cuomo (Schlagzeug, Bass, Keyboards) und Survivor-Gründungsmitglied Frankie Sullivan (Gitarre, Bass) mit, die das Album gemeinsam mit McAuley auch produzierten. Das Album erschien ausschließlich in Japan und wurde dort am 25. September 1999 veröffentlicht. Die CD, die in einem Jewel Case mit Obi (vom japanischen Wort für Gürtel abgeleitete Papierbanderole um japanische Medien, wie Schallplatten, CDs, Bücher usw.) ausgeliefert wurde, war mit einem farbigen Booklet mit den Liedtexten und einer Auflistung der Mitwirkenden in englischer Sprache und einem gefalteten Blatt Papier mit den japanischen Übersetzungen der Texte ausgestattet.

## Titelliste
| Nr.          | Titel                    | Autor(en)                                   | Länge |
| ------------ | ------------------------ | ------------------------------------------- | ----- |
| 1.           | One way Ticket           | Robin McAuley, Curt Cuomo, Frankie Sullivan | 4:40  |
| 2.           | Easy on Me               | McAuley, Cuomo, Sullivan                    | 4:00  |
| 3.           | When the Rain Came       | McAuley, Cuomo, Sullivan                    | 4:41  |
| 4.           | Every Little Thing       | McAuley, Cuomo, Sullivan                    | 4:15  |
| 5.           | In the Groove            | McAuley, Cuomo, Sullivan                    | 3:59  |
| 6.           | Bad Times                | McAuley, Cuomo, Sullivan                    | 3:52  |
| 7.           | Time Will dry Your Tears | Cuomo, Larry Lee, McAuley                   | 4:39  |
| 8.           | Glass Houses             | McAuley, Cuomo, Sullivan                    | 4:32  |
| 9.           | Let Me Go                | McAuley, Cuomo, Sullivan                    | 4:24  |
| 10.          | I was Gonna Be the One   | McAuley, Cuomo, Sullivan                    | 4:29  |
| 11.          | Where Will You Go        | McAuley, Cuomo, Sullivan                    | 4:41  |
| Gesamtlänge: | Gesamtlänge:             | Gesamtlänge:                                | 46:02 |